# Comitatul Qingyun
Comitatul Qingyun (în chineză simplificată: 庆云县; chineză tradițională: 慶雲縣; pinyin: Qìngyún Xiàn) este un comitat din nord-nord-vestul provinciei Shandong, Republica Populară Chineză, învecinat la nord cu provincia Hebei. Este cea mai nordică diviziune la nivel de comitat a orașului prefectoral Dezhou⁠(d).
Populația sa era de 289.986 de locuitori în 1999.

## Diviziuni administrative
Din 2012, acest comitat este împărțit într-un subdistrict, 4 orașe și 4 municipii.
Subdistricte
- Subdistrictul Bohailu (渤海路街道)

Orașe
| - Qingyun (庆云镇) - Changjia (常家镇) | - Shangtang (尚堂镇) - Cuikou (崔口镇) |

Municipii
| - Municipiul Yanwu (严务乡) - Municipiul Dongxindian (东辛店乡) | - Municipiul Zhongding (中丁乡) - Municipiul Xuyuanzi (徐园子乡) |

## Clima
| Date climatice pentru Qingyun (1991–2018 normals, extremes 1981–2010) | Date climatice pentru Qingyun (1991–2018 normals, extremes 1981–2010) | Date climatice pentru Qingyun (1991–2018 normals, extremes 1981–2010) | Date climatice pentru Qingyun (1991–2018 normals, extremes 1981–2010) | Date climatice pentru Qingyun (1991–2018 normals, extremes 1981–2010) | Date climatice pentru Qingyun (1991–2018 normals, extremes 1981–2010) | Date climatice pentru Qingyun (1991–2018 normals, extremes 1981–2010) | Date climatice pentru Qingyun (1991–2018 normals, extremes 1981–2010) | Date climatice pentru Qingyun (1991–2018 normals, extremes 1981–2010) | Date climatice pentru Qingyun (1991–2018 normals, extremes 1981–2010) | Date climatice pentru Qingyun (1991–2018 normals, extremes 1981–2010) | Date climatice pentru Qingyun (1991–2018 normals, extremes 1981–2010) | Date climatice pentru Qingyun (1991–2018 normals, extremes 1981–2010) | Date climatice pentru Qingyun (1991–2018 normals, extremes 1981–2010) |
| Luna                                                                  | Ian                                                                   | Feb                                                                   | Mar                                                                   | Apr                                                                   | Mai                                                                   | Iun                                                                   | Iul                                                                   | Aug                                                                   | Sep                                                                   | Oct                                                                   | Nov                                                                   | Dec                                                                   | Anual                                                                 |
| --------------------------------------------------------------------- | --------------------------------------------------------------------- | --------------------------------------------------------------------- | --------------------------------------------------------------------- | --------------------------------------------------------------------- | --------------------------------------------------------------------- | --------------------------------------------------------------------- | --------------------------------------------------------------------- | --------------------------------------------------------------------- | --------------------------------------------------------------------- | --------------------------------------------------------------------- | --------------------------------------------------------------------- | --------------------------------------------------------------------- | --------------------------------------------------------------------- |
| Maxima medie °C (°F)                                                  | 2.9 (37,2)                                                            | 6.7 (44,1)                                                            | 14.1 (57,4)                                                           | 20.7 (69,3)                                                           | 26.7 (80,1)                                                           | 31.4 (88,5)                                                           | 31.9 (89,4)                                                           | 30.3 (86,5)                                                           | 26.9 (80,4)                                                           | 20.6 (69,1)                                                           | 11.8 (53,2)                                                           | 4.5 (40,1)                                                            | 19,04 (66,28)                                                         |
| Media zilnică °C (°F)                                                 | −2.9 (26,8)                                                           | 0.4 (32,7)                                                            | 7.4 (45,3)                                                            | 14.1 (57,4)                                                           | 20.3 (68,5)                                                           | 25.1 (77,2)                                                           | 26.9 (80,4)                                                           | 25.5 (77,9)                                                           | 20.8 (69,4)                                                           | 13.9 (57)                                                             | 5.8 (42,4)                                                            | −1.1 (30)                                                             | 13,02 (55,43)                                                         |
| Minima medie °C (°F)                                                  | −7.4 (18,7)                                                           | −4.4 (24,1)                                                           | 1.7 (35,1)                                                            | 8.2 (46,8)                                                            | 14.1 (57,4)                                                           | 19.2 (66,6)                                                           | 22.6 (72,7)                                                           | 21.6 (70,9)                                                           | 15.9 (60,6)                                                           | 8.6 (47,5)                                                            | 1.1 (34)                                                              | −5.3 (22,5)                                                           | 7,99 (46,39)                                                          |
| Minima istorică °C (°F)                                               | −18.5 (−1.3)                                                          | −16.5 (2,3)                                                           | −10.1 (13,8)                                                          | −2.1 (28,2)                                                           | 5.0 (41)                                                              | 9.9 (49,8)                                                            | 16.7 (62,1)                                                           | 11.1 (52)                                                             | 5.7 (42,3)                                                            | −3.1 (26,4)                                                           | −12 (10,4)                                                            | −20 (−4.0)                                                            | −18,5 (−1,3)                                                          |
| Precipitații mm (inches)                                              | 3.7 (0.146)                                                           | 7.2 (0.283)                                                           | 6.6 (0.26)                                                            | 27.8 (1.094)                                                          | 42.0 (1.654)                                                          | 78.0 (3.071)                                                          | 185.2 (7.291)                                                         | 171.1 (6.736)                                                         | 44.5 (1.752)                                                          | 28.8 (1.134)                                                          | 18.3 (0.72)                                                           | 3.7 (0.146)                                                           | 616,9 (24,287)                                                        |
| Umiditate [%]                                                         | 61                                                                    | 59                                                                    | 53                                                                    | 57                                                                    | 62                                                                    | 63                                                                    | 78                                                                    | 83                                                                    | 77                                                                    | 71                                                                    | 68                                                                    | 64                                                                    | 66,3                                                                  |
| Nr. de zile cu precipitații (≥ 0.1 mm)                                | 1.9                                                                   | 2.9                                                                   | 2.6                                                                   | 4.8                                                                   | 5.6                                                                   | 8.0                                                                   | 11.4                                                                  | 10.1                                                                  | 6.5                                                                   | 4.6                                                                   | 3.6                                                                   | 2.4                                                                   | 64,4                                                                  |
| Nr. mediu de zile cu ninsoare                                         | 2.6                                                                   | 3.1                                                                   | 1.0                                                                   | 0.2                                                                   | 0                                                                     | 0                                                                     | 0                                                                     | 0                                                                     | 0                                                                     | 0                                                                     | 0.9                                                                   | 1.8                                                                   | 9,6                                                                   |
| Ore însorite                                                          | 152.0                                                                 | 160.3                                                                 | 226.2                                                                 | 237.4                                                                 | 270.8                                                                 | 238.9                                                                 | 201.6                                                                 | 204.5                                                                 | 201.5                                                                 | 188.2                                                                 | 161.8                                                                 | 153.6                                                                 | 2.396,8                                                               |
| Sursă: Administrația Meteorologică din China                          |                                                                       |                                                                       |                                                                       |                                                                       |                                                                       |                                                                       |                                                                       |                                                                       |                                                                       |                                                                       |                                                                       |                                                                       |                                                                       |